# Diskografie Melanie C
Diskografie Melanie C představuje seznam vydaných nahrávek britské zpěvačky a skladatelky v rámci její sólové kariéry. Do září 2012 vydala pět sólových studiových alb a jedno EP, dvacet pět singlů, tři hudební DVD a natočila dvacet čtyři videoklipů u hudebních vydavatelských společností Virgin Records a Red Girl Records.
Na sólové dráze prodala celosvětově více než 20 miliónů nahrávek a přes 85 miliónů kopií společně s dívčí skupinou Spice Girls.

## Studiová alba
| Název alba                                                    | Podrobnosti                                                                     | Nejvyšší pořadí v hitparádě | Nejvyšší pořadí v hitparádě | Nejvyšší pořadí v hitparádě | Nejvyšší pořadí v hitparádě | Nejvyšší pořadí v hitparádě | Nejvyšší pořadí v hitparádě | Nejvyšší pořadí v hitparádě | Nejvyšší pořadí v hitparádě | Nejvyšší pořadí v hitparádě | Nejvyšší pořadí v hitparádě | Certifikace                                                                                         |
| Název alba                                                    | Podrobnosti                                                                     | UK                          | AUS                         | AUT                         | GER                         | IRL                         | NLD                         | NZ                          | NOR                         | SWE                         | SWI                         | Certifikace                                                                                         |
| ------------------------------------------------------------- | ------------------------------------------------------------------------------- | --------------------------- | --------------------------- | --------------------------- | --------------------------- | --------------------------- | --------------------------- | --------------------------- | --------------------------- | --------------------------- | --------------------------- | --------------------------------------------------------------------------------------------------- |
| Northern Star                                                 | - Vydáno: 18. října 1999 - Společnost: Virgin - Médium: CD                      | 4                           | 32                          | 16                          | 7                           | 9                           | 8                           | 36                          | 3                           | 1                           | 12                          | - BPI: 3× Platina - ARIA: zlato - BVMI: Platina - IFPI SWI: zlato - IFPI SWE: Platina - NVPI: zlato |
| Reason                                                        | - Vydáno: 10. března 2003 - Společnost: Virgin - Médium: CD                     | 5                           | 71                          | 39                          | 13                          | 47                          | 62                          | —                           | —                           | 38                          | 21                          | - BPI: zlatá deska                                                                                  |
| Beautiful Intentions                                          | - Vydáno: 11. dubna 2005 - Společnost: Red Girl Records - Médium: CD            | 24                          | —                           | 12                          | 15                          | —                           | 98                          | —                           | —                           | 31                          | 14                          | - BVMI: zlato - IFPI SWI: zlato                                                                     |
| This Time                                                     | - Vydáno: 2. dubna 2007 - Společnost: Red Girl - Médium: CD                     | 57                          | —                           | 26                          | 15                          | —                           | —                           | —                           | —                           | 48                          | 8                           | - IFPI SWI: zlato                                                                                   |
| The Sea                                                       | - Vydáno: 2. září 2011 - Společnost: Red Girl - Médium: CD, download            | 45                          | —                           | 38                          | 16                          | —                           | —                           | —                           | —                           | —                           | 13                          | |
| Stages                                                        | - Vydáno: 9. září 2012 - Společnost: Red Girl (#REDGCD5) - Médium: download, CD | —                           | —                           | —                           | —                           | —                           | —                           | —                           | —                           | —                           | —                           | |
| "—" album se v hitpáradě neumístilo nebo nebylo v zemi vydáno |                                                                                 |                             |                             |                             |                             |                             |                             |                             |                             |                             |                             | |

## Singly
| Rok  | Název skladby                            | Album                                   | Pořadí v oficiální hitparádě | Pořadí v oficiální hitparádě | Pořadí v oficiální hitparádě | Pořadí v oficiální hitparádě | Pořadí v oficiální hitparádě | Pořadí v oficiální hitparádě | Pořadí v oficiální hitparádě | Pořadí v oficiální hitparádě | Pořadí v oficiální hitparádě | Pořadí v oficiální hitparádě | Pořadí v oficiální hitparádě | Pořadí v oficiální hitparádě | Pořadí v oficiální hitparádě |
| Rok  | Název skladby                            | Album                                   | UK                           | IRL                          | ITA                          | SRN                          | ŠVÝ                          | RAK                          | ŠVÉ                          | ESP                          | POR                          | AUS                          | FRA                          | KAN                          | NOR                          |
| ---- | ---------------------------------------- | --------------------------------------- | ---------------------------- | ---------------------------- | ---------------------------- | ---------------------------- | ---------------------------- | ---------------------------- | ---------------------------- | ---------------------------- | ---------------------------- | ---------------------------- | ---------------------------- | ---------------------------- | ---------------------------- |
| 1998 | When You're Gone spolu s Bryanem Adamsem | On a Day Like Today Album Bryana Adamse | 3                            | 6                            | 10                           | 14                           | 11                           | 14                           | 8                            | 3                            | 8                            | 4                            | 37                           | 14                           | 6                            |
| 1999 | Goin' Down                               | Northern Star                           | 4                            | 18                           | 37                           | 73                           | —                            | 17                           | —                            | —                            | 13                           | 25                           | —                            | —                            | —                            |
| 1999 | Northern Star                            | Northern Star                           | 4                            | 11                           | 4                            | 50                           | 75                           | 73                           | 7                            | —                            | 16                           | 82                           | —                            | —                            | —                            |
| 2000 | Never Be the Same Again feat. Lisa Lopes | Northern Star                           | 1                            | 4                            | 6                            | 5                            | 3                            | 3                            | 1                            | —                            | 8                            | 2                            | 16                           | —                            | 1                            |
| 2000 | I Turn To You                            | Northern Star                           | 1                            | 6                            | 15                           | 2                            | 3                            | 1                            | 1                            | —                            | 8                            | 11                           | —                            | —                            | 1                            |
| 2000 | If That Were Me                          | Northern Star                           | 18                           | 39                           | 33                           | 58                           | 50                           | 45                           | 22                           | —                            | 21                           | 28                           | —                            | —                            | —                            |
| 2003 | Here It Comes Again                      | Reason                                  | 7                            | 19                           | 12                           | 59                           | 61                           | 49                           | 36                           | 16                           | 9                            | 49                           | —                            | 33                           | —                            |
| 2003 | On The Horizon                           | Reason                                  | 14                           | 34                           | 45                           | 80                           | —                            | —                            | —                            | —                            | 19                           | —                            | —                            | —                            | —                            |
| 2003 | Let's Love Vydáno pouze v Japonsku       | Reason                                  | —                            | —                            | —                            | —                            | —                            | —                            | —                            | —                            | —                            | —                            | —                            | —                            | —                            |
| 2003 | Melt / Yeh Yeh Yeh                       | Reason                                  | 27                           | —                            | 38                           | 63                           | —                            | —                            | —                            | 13                           | 19                           | —                            | —                            | —                            | —                            |
| 2005 | Next Best Superstar                      | Beautiful Intentions                    | 10                           | 37                           | 21                           | 32                           | 25                           | 45                           | 31                           | —                            | 16                           | 41                           | —                            | —                            | —                            |
| 2005 | Better Alone                             | Beautiful Intentions                    | —                            | —                            | 35                           | 51                           | 33                           | 57                           | —                            | —                            | 39                           | 83                           | —                            | —                            | —                            |
| 2005 | First Day Of My Life                     | Beautiful Intentions                    | —                            | —                            | 32                           | 1                            | 1                            | 2                            | 9                            | 1                            | 1                            | 65                           | 25                           | —                            | 14                           |
| 2007 | The Moment You Believe                   | This Time                               | —                            | —                            | —                            | 15                           | 14                           | 28                           | 18                           | 1                            | 1                            | —                            | —                            | —                            | —                            |
| 2007 | I Want Candy                             | This Time                               | 24                           | 72                           | 9                            | —                            | —                            | —                            | —                            | —                            | 1                            | —                            | —                            | —                            | —                            |
| 2007 | Carolyna                                 | This Time                               | 49                           | 99                           | 16                           | 28                           | 31                           | 42                           | —                            | —                            | 1                            | —                            | —                            | 50                           | —                            |
| 2007 | This Time                                | This Time                               | 94                           | —                            | —                            | 69                           | —                            | 55                           | —                            | —                            | 12                           | —                            | —                            | —                            | —                            |
| 2008 | Understand Vydáno pouze v Kanadě         | This Time                               | —                            | —                            | —                            | —                            | —                            | —                            | —                            | —                            | —                            | —                            | —                            | 1                            | —                            |
| 2011 | Rock Me                                  | The Sea                                 | —                            | —                            | —                            | —                            | 38                           | —                            | —                            | —                            | —                            | —                            | —                            | —                            | —                            |
| 2011 | Think About It                           | The Sea                                 | —                            | —                            | —                            | —                            | —                            | —                            | —                            | —                            | —                            | —                            | —                            | —                            | —                            |

## B-strana
| Rok  | Název skladby                  | A-strana                |
| ---- | ------------------------------ | ----------------------- |
| 1999 | Angel On My Shoulder           | Goin' Down              |
| 1999 | I Want You Back                | Goin' Down              |
| 1999 | Follow Me]                     | Northern Star           |
| 1999 | Something's Gonna Happen       | Northern Star           |
| 2000 | I Wonder What It Would Be Like | Never Be The Same Again |
| 2003 | Love To You                    | Here It Comes Again     |
| 2003 | Like That                      | Here It Comes Again     |
| 2003 | Living Without You             | Here It Comes Again     |
| 2003 | I Love You Without Trying      | On The Horizon          |
| 2003 | Wonderland                     | On The Horizon          |
| 2003 | Knocked Out                    | Melt/Yeh Yeh Yeh        |
| 2005 | Everything Must Change         | Next Best Superstar     |
| 2005 | Runaway                        | Better Alone            |
| 2005 | Warrior                        | Better Alone            |
| 2007 | Fragile                        | The Moment You Believe  |
| 2007 | Already Gone                   | I Want Candy            |
| 2007 | We Love to Entertain You       | This Time               |

## Videoklipy
| Rok  | Název klipu                    | Režisér                      |
| ---- | ------------------------------ | ---------------------------- |
| 1998 | „When You're Gone“             | Marcus Nispel                |
| 1999 | „Goin' Down“                   | Giuseppi Capotondi           |
| 1999 | „Northern Star“                | Steven Green                 |
| 2000 | „Never Be the Same Again“      | Francis Lawrence             |
| 2000 | „I Turn to You“                | Cameron Casey                |
| 2000 | „If That Were Me“              | Cameron Casey                |
| 2003 | „Here It Comes Again“          | Charles Infante              |
| 2003 | „On the Horizon“               | Howard Greenhalgh            |
| 2003 | „Yeh Yeh Yeh“                  | Ray Kay                      |
| 2003 | „Melt“                         | Jamie Vickery                |
| 2005 | „Next Best Superstar“          | Ray Kay                      |
| 2005 | „Better Alone“                 | Mary McCartney Donald        |
| 2005 | „'First Day of My Life“        | Nicolaj Georgiew             |
| 2006 | „Better Alone“ (německá verze) | Robert Broellochs            |
| 2007 | „The Moment You Believe“       | Tim Royes                    |
| 2007 | „I Want Candy“                 | Tim Royes                    |
| 2007 | „Carolyna“                     | Tim Royes                    |
| 2007 | „This Time“                    | Adrian Moat                  |
| 2007 | „We Love To Entertain You“     |                              |
| 2008 | „Understand“                   | Avi Diamond a Jamie Milligan |
| 2011 | „Rock Me“                      | Marcus Sternberg             |
| 2011 | „Think About It“               | Howard Greenhalgh            |
| 2011 | „Weak“                         | Michael Baldwin              |
| 2011 | „Let There Be Love“            |                              |

## DVD
| Rok  | Název DVD |
| ---- | --- |
| 2006 | Live Hits - Vydáno: 30. října 2006 - Obsahuje koncert Melanie C z Londýna, natočeno v srpnu 2006                                                                                   |
| 2009 | Live at the Hard Rock Cafe - Vydáno: 29. června 2009 - Obsahuje koncert Melanie C z Hard Rock Cafe v Manchesteru, natočeno 2008                                                    |
| 2012 | The Sea Live - Vydáno: 27. února 2012 - Obsahuje záznam koncertu Melanie C's z německého Kolína nad Rýnem, který se odehrál v prosinci 2011 jako část turné „The Sea – Live Tour“. |

## Koncertní turné

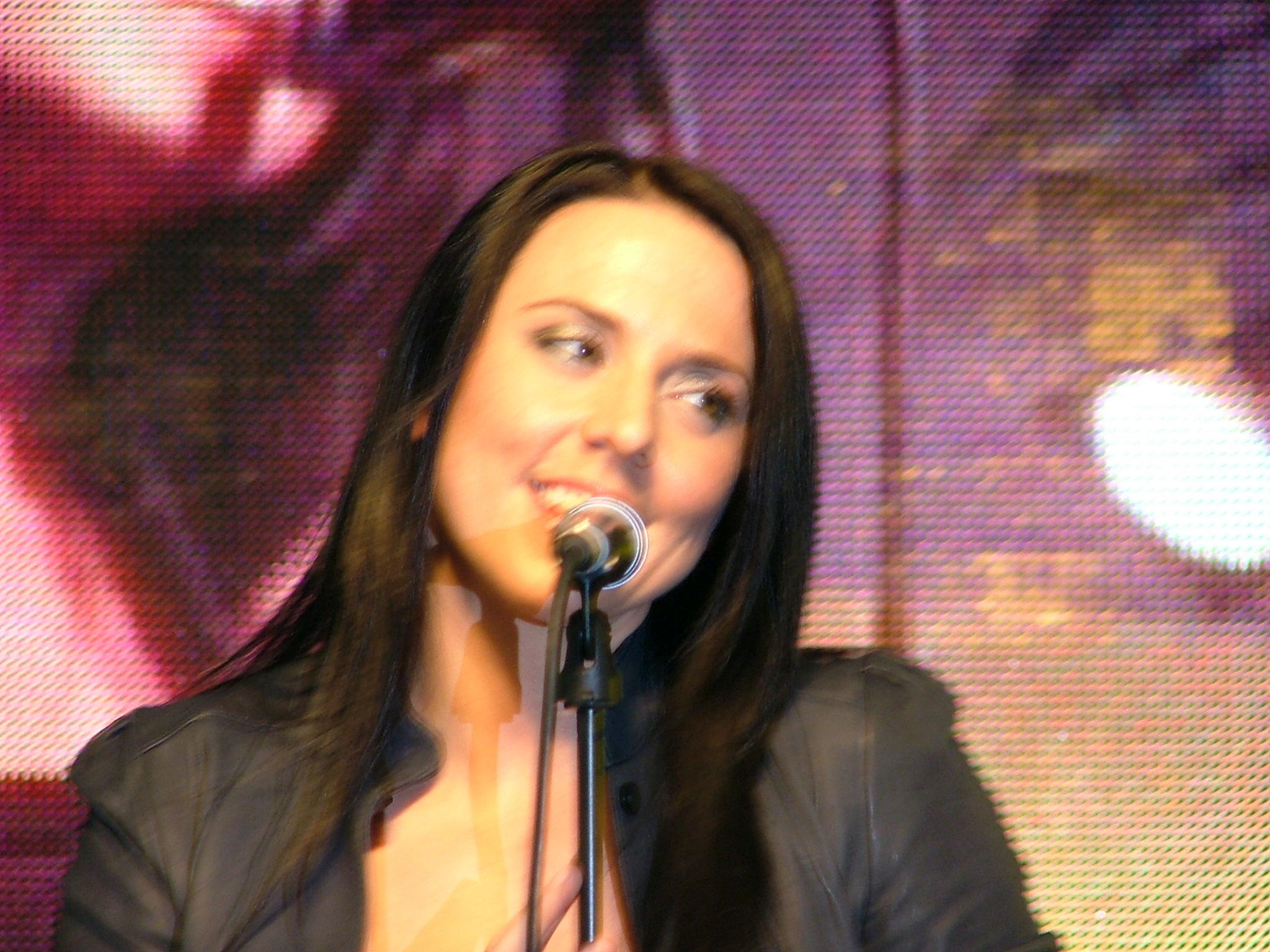
Mel C

- 1999 – From Liverpool to Leicester Square
- 2000 – Northern Star UK Tour
- 2000 – Northern Star European Tour
- 2001 – Northern Star World Tour
- 2001 – Northern Star American Tour
- 2001 – Northern Star UK & Ireland Tour
- 2003 – Reason UK & Ireland Tour
- 2004 – The Barfly Mini-Tour
- 2005 – Beautiful Intentions European Tour
- 2005 – Beautiful Intentions German Tour
- 2008 – This Time Canadian Tour
- 2011/2012 – The Sea – Live Tour

## Další nahrávky
Tyto skladby se neobjevily ve studiových albech Melanie C.
| Rok  | Název skladby    | Album                |
| ---- | ---------------- | -------------------- |
| 1998 | When You're Gone | On a Day Like Today  |
| 2002 | Independence Day | Bend It Like Beckham |

Autorské skladby složené Melanie C pro jiné umělce.
| Rok  | Název skladby            | Album                       |
| ---- | ------------------------ | --------------------------- |
| 2007 | The Best Is Yet To Come  | Lee Mead                    |
| 2005 | La Via (Show me the way) | Massimo di Cataldo          |
| 2002 | Help Me Help You         | Footprints – Holly Vallance |

### Pořadí v hitparádě
- (anglicky)everyHit.com.
- (anglicky)IrishCharts.ie.
- (německy)Charts-Surfer.de.
- (anglicky)"Melanie C: Music Charts". aCharts.us.
- (německy)Diskografie Melanie C. AustrianCharts.at.
- (anglicky)Diskografie Melanie C. LesCharts.com.
- (nizozemsky)Diskografie Melanie C. DutchCharts.nl.
- (anglicky)Diskografie Melanie C. SwedishCharts.com.
- (anglicky)Diskografie Melanie C. SwissCharts.com.
- (anglicky)Diskografie Melanie C. Australian-Charts.com.